# Dieci penny (moneta britannica)
La moneta da dieci penny (10p) (in inglese ten pence) è una suddivisione della sterlina britannica. Venne introdotta il 23 aprile 1968 in preparazione alla decimalizzazione della valuta, avvenuta nel 1971. A quel tempo aveva lo stesso valore, dimensione e peso della moneta da due scellini, a cui fu affiancata con l'obiettivo di familiarizzare gradualmente i cittadini al nuovo conio decimale. Entrambe le monete circolarono sino al 1992, quando il diametro della moneta da 10 penny fu ridotto e le vecchie monete più grandi vennero ritirate dalla circolazione a partire dal 1º gennaio 1993.
Al 31 marzo 2012 sono stati stimati complessivamente 1 600 000 di monete da dieci penny in circolazione, per un controvalore di 160 000 000 di sterline circa.
Il potere liberatorio di questa moneta è stato fissato in 50 pezzi, vale a dire per pagamenti fino a 5 sterline.

## Storia
Questa moneta fu la prima del nuovo sistema decimale, insieme a quella da cinque penny, ad essere introdotta in circolazione. Avendo lo stesso valore e identica dimensione della moneta da due scellini (28,5 mm di diametro per 11,31 g di peso), circolò accanto ad essa fino a quando, nel 1992, la Royal Mint decise di ridurne il diametro ed il peso, passando a 24,5 mm e 6,5 g rispettivamente. Le nuove monete furono immesse in circolazione il 30 settembre 1992 e, a partire dal 1993, la vecchia versione cessò di avere corso legale, così come tutte le monete da due scellini, anche se in pratica le più vecchie in circolazione erano datate 1947, quando smisero di essere prodotte in argento.
La nuova versione della moneta era soltanto di poco più grande del vecchio 5 penny, così come era stato prodotto dal 1968 al 1989.
Il rovescio ha avuto tre diversi design finora, tutti raffiguranti la sovrana Elisabetta II. Il primo, utilizzato dal 1968 al 1984, opera di Arnold Machin; quindi fino al 1997 un ritratto più maturo opera di Raphael Maklouf; infine il disegno attuale, opera di Ian Rank-Broadley. In tutti i casi, l'iscrizione è ELIZABETH II D.G.REG.F.D. seguita dalla data.
Il diritto ha invece cambiato disegno solo nel 2008. Il disegno originale, opera di Christopher Ironside, raffigurava un leone coronato ma, dopo la decisione della zecca di ridisegnare tutte le monete (tranne quella da 2 sterline), Matthew Dent ha realizzato un nuovo conio dove compare sempre il simbolo dell'Inghilterra, la parte in alto a sinistra dello stemma reale, dove si intravedono due leopardi. La dicitura TEN PENCE compare dal 1982 in sostituzione dell'originale NEW PENCE.
A partire dal gennaio 2012 il 10 penny viene prodotta in una lega differente, acciaio ricoperto di nichel e, pertanto, le monete sono leggermente più alte delle precedenti in cupronickel (2,05 mm contro 1,85 circa). È previsto il progressivo ritiro dalla circolazione delle monete in cupronickel, allo scopo di recuperare il metallo contenuto, sebbene conserveranno il loro valore legale.

## Pezzi coniati
| Anno | Zecca       | Pezzi coniati | Note                                             |
| ---- | ----------- | ------------- | ------------------------------------------------ |
| 1968 | Llantrisant | 336 143 250   |                                                  |
| 1969 | Llantrisant | 314 008 000   |                                                  |
| 1970 | Llantrisant | 133 571 000   |                                                  |
| 1971 | Llantrisant | 63 205 000    |                                                  |
| 1972 | Llantrisant | ?             | Coniata esclusivamente per collezionisti         |
| 1973 | Llantrisant | 152 174 000   |                                                  |
| 1974 | Llantrisant | 92 741 000    |                                                  |
| 1975 | Llantrisant | 181 559 000   |                                                  |
| 1976 | Llantrisant | 228 220 000   |                                                  |
| 1977 | Llantrisant | 59 323 000    |                                                  |
| 1978 | Llantrisant | ?             | Coniata esclusivamente per collezionisti         |
| 1979 | Llantrisant | 115 457 000   |                                                  |
| 1980 | Llantrisant | 88 650 000    |                                                  |
| 1981 | Llantrisant | 3 487 000     |                                                  |
| 1982 | Llantrisant | 205 000       | Coniata esclusivamente per collezionisti         |
| 1983 | Llantrisant | 637 000       | Coniata esclusivamente per collezionisti         |
| 1984 | Llantrisant | 158 820       | Coniata esclusivamente per collezionisti         |
| 1985 | Llantrisant | 178 000       | Coniata esclusivamente per collezionisti         |
| 1986 | Llantrisant | 167 000       | Coniata esclusivamente per collezionisti         |
| 1987 | Llantrisant | 172 000       | Coniata esclusivamente per collezionisti         |
| 1988 | Llantrisant | 134 000       | Coniata esclusivamente per collezionisti         |
| 1989 | Llantrisant | 78 000        | Coniata esclusivamente per collezionisti         |
| 1990 | Llantrisant | ?             | Coniata esclusivamente per collezionisti         |
| 1991 | Llantrisant | ?             | Coniata esclusivamente per collezionisti         |
| 1992 | Llantrisant | 1 413 455 170 |                                                  |
| 1993 | Llantrisant | ?             | Coniata esclusivamente per collezionisti         |
| 1994 | Llantrisant | ?             | Coniata esclusivamente per collezionisti         |
| 1995 | Llantrisant | 43 259 000    |                                                  |
| 1996 | Llantrisant | 118 738 000   |                                                  |
| 1997 | Llantrisant | 99 196 000    |                                                  |
| 1998 | Llantrisant |               | Coniata esclusivamente per collezionisti         |
| 1999 | Llantrisant | 136 492       | Coniata esclusivamente per collezionisti         |
| 2000 | Llantrisant | 134 727 000   |                                                  |
| 2001 | Llantrisant | 82 081 000    |                                                  |
| 2002 | Llantrisant | 80 934 000    |                                                  |
| 2003 | Llantrisant | 88 118 000    |                                                  |
| 2004 | Llantrisant | 99 602 000    |                                                  |
| 2005 | Llantrisant | 69 604 000    |                                                  |
| 2006 | Llantrisant | 118 803 000   |                                                  |
| 2007 | Llantrisant | 72 720 000    |                                                  |
| 2008 | Llantrisant | 81 167 000    | Di cui 71 447 000 con il nuovo conio di rovescio |
| 2009 | Llantrisant | 60 000 000    |                                                  |
| 2010 | Llantrisant | 25 320 500    |                                                  |